# 拜尔罗德
拜尔罗德（德語：Beilrode）是德国萨克森州的市镇，隶属于北萨克森县。总面积为93.32平方千米，截至2023年12月31日总人口为4,020人。